# Аросев, Александр Яковлевич
Алекса́ндр Я́ковлевич Аро́сев (25 мая 1890, Казань — 10 февраля 1938, полигон «Коммунарка») — русский революционер, советский партийный деятель, сотрудник советских спецслужб, дипломат и писатель. Отец актрис Елены и Ольги Аросевых.

## Биография
Родился 25 мая (6 июня) 1890 года в Казани в семье портного Якова Михайловича Аросева (1865—1913) и швеи Марии Августовны Гольдшмидт (в первом браке Аросевой, во втором — Вертынской; 1873—1918), всего в семье было семь детей. По национальности русский. Мать происходила из Митавы, была дочерью народовольца Августа Иоганна Гольдшмидта (из прибалтийских немцев), сосланного вместе с семьёй в Пермь и осевшего впоследствии в Нижнем Новгороде. Я. М. Аросев происходил из семьи крепостного, владел в Казани швейной мастерской и магазином готового платья на Воскресенской улице. Родители поженились в 1889 году. Брат — Авив Яковлевич Аросев (1896—1938), экономист, автор монографии «Издательское планирование» (1935).
С 1905 года Александр Аросев — в партии эсеров, участник революции 1905 г. Под влиянием друга (одноклассника по реальному училищу) Вячеслава Молотова в 1907 году вступил в РСДРП, во фракцию большевиков. Неоднократно подвергался арестам, был в ссылке в Вологодской губернии, откуда бежал за границу (1909).
Учился на философском факультете в Льежском университете (1910—1911) и в Петроградском психоневрологическом институте, но курса не окончил. В 1910 году посетил на Капри Максима Горького. В 1911 году вернулся в Москву и снова подвергался преследованиям (тюрьма и ссылки в Архангельскую (1911) и в Пермскую губернии (1913). В декабре 1916 мобилизован, был прапорщиком царской армии, направлен в дисциплинарный батальон, по пути узнал о Февральской революции.
После событий июля 1917 года был арестован. Освобождён по требованию московской большевистской организации за несколько дней до Октябрьской революции.
Во время Октябрьской революции был членом Военно-революционного комитета в Москве и командовал большевистскими отрядами. Именно по его приказу был произведён артобстрел Кремля, находившегося в руках юнкеров. В 1918 году — комиссар Главвоздухфлота; 18 сентября того же года в Спасске Казанской губернии была расстреляна белочехами его мать, эсерка Мария Августовна Вертынская. В 1919 году комиссар штаба 10-й армии Южного фронта.
В 1920 году — председатель Верховного революционного трибунала Украины. С 1921 года работал заместителем директора в Институте по истории партии и революции (с 1924 года — Институт Ленина). Сохранилась расписка от 24 января 1924 года:

Я, нижеподписавшийся Аросев, получил от тов. Беленького 24-го сего января 18 часов 25 минут вечера для Института В. И. Ленина стеклянную банку, содержащую мозг, сердце Ильича и пулю, извлеченную из его тела.
Обязуюсь хранить полученное в Институте В. И. Ленина и лично отвечать за его полную целостность и сохранность.

До 1927 года работал в ВЧК. В 1927—1928 годах — полпред СССР в Литве, в 1929—1933 годах — полпред в Чехословакии, затем на дипломатической работе во Франции. C 1934 по 1937 год — председатель ВОКС. Делегат 1-го Всесоюзного съезда писателей. В 1935 году выступал переводчиком на встрече Ромена Роллана с И. Сталиным во время посещения писателем СССР.
Аросев жил в знаменитом «доме на набережной». Арестован во время большого террора 3 июля 1937 года, после того как пошёл на приём к Николаю Ежову, с которым был знаком со времён Гражданской войны. Во время следствия, дабы избежать пыток, подписал все признания, которых требовали от него следователи, однако во время суда отказался от них, заявив, что дал признательные показания под давлением.
В 1938 году был приговорён ВКВС к расстрелу; 10 февраля 1938 года расстрелян вместе с В. А. Антоновым-Овсеенко.

## Потомство и память
Первый раз женился, находясь в ссылке в Чердыни, 30 мая 1914 г. на крестьянке с. Кольчуг Ветчаковой Елизавете Никифоровне (у неё уже был внебрачный сын Евгений). 23 октября 1914 г. у них родилась дочь Ариадна. В декабре 1916 г. Аросев был призван в армию и больше к семье не вернулся .
В браке с Ольгой Вячеславовной Гоппен стал отцом будущих актрис Елены (1923—2016) и Ольги (1925—2013) Аросевых. Старшая дочь Наталья Аросева (1919—1990) — один из ведущих советских переводчиков с чешского языка, автор романа «След на земле», посвящённого отцу.
От третьего брака с Гертрудой Фройнд у него был сын Дмитрий (1934—2001).
В своей последней книге «Прожившая дважды», выпущенной незадолго до смерти, актриса Ольга Аросева опубликовала дневники своего отца.
На Головинском кладбище в Москве А. Я. Аросеву устроен кенотаф. Именем Александра Аросева были названы улицы в Донецке и в Кривом Роге (в 2016 году переименована в Краснобалковскую улицу) (Украина).

## Литературная деятельность
Писать начал в ссылке в Тотьме. Как писатель дебютировал в 1916 году рассказом «Плотники» и поэмой «Белошвейка». В 1917 году несколько рассказов напечатал журнал «Творчество». В 1919 году он стал редактором губернской газеты «Знамя революции»; печатал в газете свои очерки и рассказы. Первый сборник рассказов издал в Харькове в 1920 году. В 1927 году принял участие в коллективном романе «Большие пожары», публиковавшемся в журнале «Огонёк».
Основные темы — революционная борьба подпольщиков при царизме и героическая деятельность большевиков во время Гражданской войны. Писал рассказы для детей («Первая звёздочка», «Свинья и Петька»). Аросев считался одним из главных пролетарских писателей, его книги изучались в советских школах. Однако после реабилитации в 1956 была издана только одна его книга — сборник «Белая лестница», куда вошли роман, повести, рассказы (М.: Современник, 1989).

## Сочинения
- Революционные наброски. — Х., 1920.
- Страда // «Красная новь» 1921.
- Записки Терентия Забытого. — Берлин, 1922.
- Белая лестница: Сборник. — М.: Круг, 1923.
- Как это произошло (Октябрьские дни в Москве). Воспоминания. Материалы. — М.: Красная Новь, 1923. — 62 с. — 7000 экз.
- Две повести. — М.: Круг, 1923 (два издания).
- Никита Шорнев и др. повести. — Петроград: Прибой, 1924.
- На перекрёстке: Пьеса. — Петроград: Прибой, 1924.
- Основные вехи жизни В. И. Ульянова (Ленина). — Л., 1924.
- По следам Ленина. — Л.: ГИЗ, 1924 (2 издания).
- Москва-Париж: Очерки. — Л., 1925.
- Материалы к биографии В. И. Ленина. — М., 1925.
- Октябрьские рассказы. — М.: Изд-во «Огонёк», 1925. — 63 с. — 50 000 экз.
- Казанские очерки о революции 1905 г. — Казань, 1925.
- Недавние дни : Повесть. — М.—Л.: ГИЗ, 1926; 2-е изд.: 1927.
- О Владимире Ильиче. — Л.: Прибой, 1926.
- Как мы вступали в революционную работу. — М.—Л., 1926.
- Никита Шорнев. — Л.: Прибой, 1926.
- От жёлтой реки. — Л.: Прибой, 1927.
- Московский Совет в 1917 году. — М.: Изд. «Огонёк», 1927. — № 251. — 38 с. — 16 000 экз.
- Барабанщик рыжий: Рассказы. — М.: Б-ка «Огонёк» № 311, 1927.
- Фарситская легенда. — М.—Л., 1927. — 15 000 экз.
- На земле под солнцем: Сборник рассказов. — М.—Л. ГИЗ, 1928.
- Сенские берега: роман. — М.: Круг, 1928.
- Страда. Записки Терентия Забытого: Повесть. — 1929.
- Свинья и Петька. — М., 1931.
- Корни. — М.: ГИХЛ, 1933.
- Беседы и встречи с нашими друзьями в Европе. — М.: Огонёк, 1935.
- В октябре 1917 года. — М.: Жургаз, 1936.